# Ville Niinistö

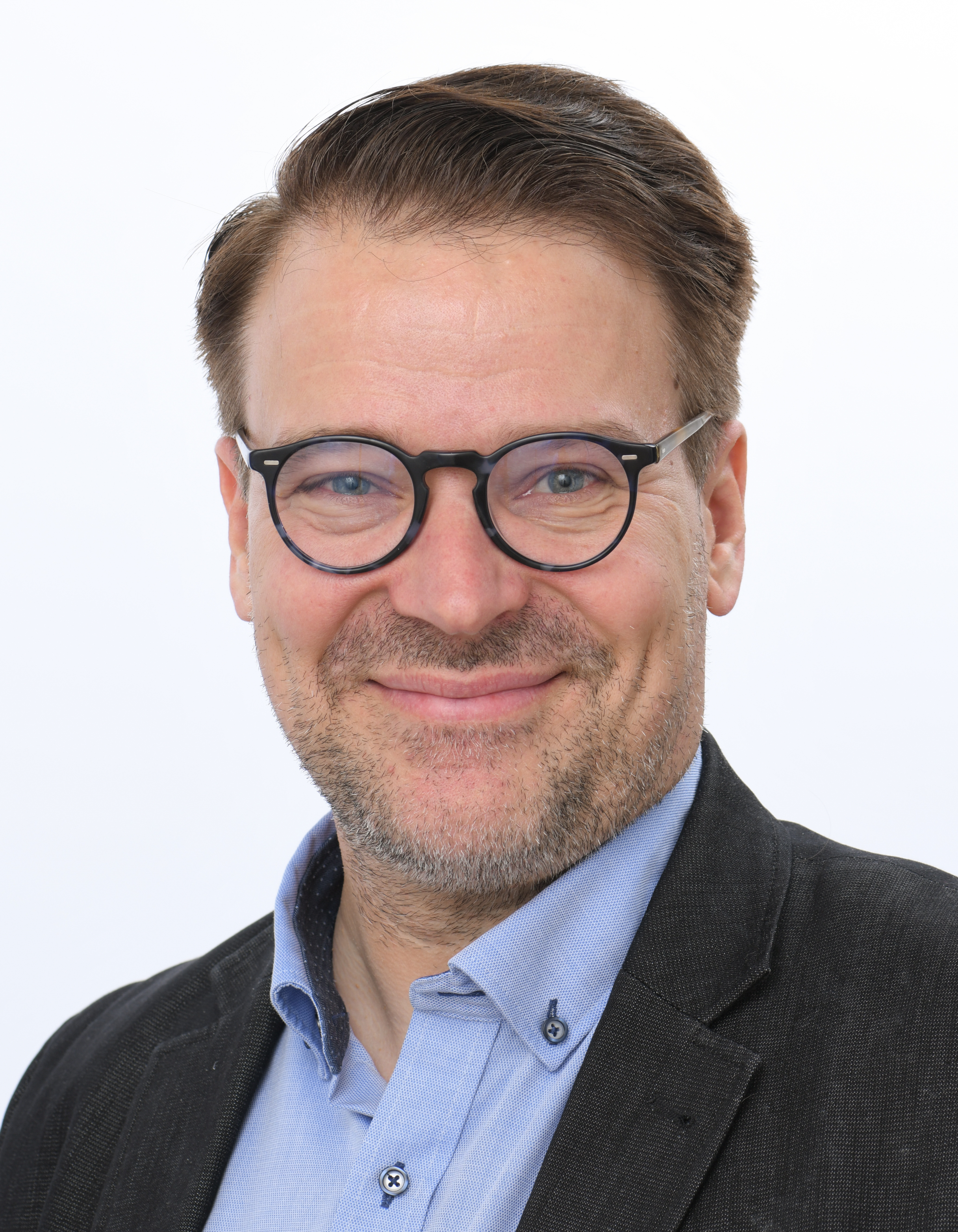
Ville Niinistö (2024)

Ville Matti Niinistö (* 30. Juli 1976 in Turku) ist ein finnischer Politiker (Grüner Bund) und seit 2019 Abgeordneter im Europäischen Parlament. Von 2011 bis 2017 war er Parteivorsitzender, in den Kabinetten Katainen und Stubb war Niinistö von 2011 bis 2014 Umweltminister.

## Leben
An der Universität Turku studierte Niinistö Politikwissenschaften und schloss mit dem Master ab. Anschließend arbeitete er an der Universität als Doktorand für politische Geschichte, insbesondere finnische Außenpolitik. Diese Tätigkeit beendete er 2007, als er zum ersten Mal für seine Heimatstadt Turku in den finnischen Reichstag gewählt wurde.
Am 11. Juni 2011 übernahm er den Parteivorsitz des Grünen Bundes von Anni Sinnemäki und wurde am 22. Juni Umweltminister im Kabinett von Ministerpräsident Jyrki Katainen. Auch unter Katainens Nachfolger Alexander Stubb behielt er das Ressort. Den Parteivorsitz gab er 2017 ab, traditionsgemäß nach zwei vollen Amtszeiten. Sein Nachfolger wurde der Abgeordnete Touko Aalto. 2018 gab er bekannt, dass er nicht erneut für das finnische Parlament kandidieren wolle.
2019 nominierte seine Partei ihn für die Wahlliste der Europawahl 2019. Der Grüne Bund gewann bei den Europawahlen deutlich hinzu (von 9,3 Prozent bei der Wahl 2014 auf 16 Prozent) und damit drei der 14 Mandate, damit auch Niinistö. Seitdem ist er Mitglied des neunten Europäischen Parlaments und trat der Fraktion der Grünen/EFA bei. Für seine Fraktion ist er Mitglied im Ausschuss für Industrie, Forschung und Energie. Des Weiteren ist er stellvertretendes Mitglied im Ausschuss für Wirtschaft und Währung und im Ausschuss für Umweltfragen, öffentliche Gesundheit und Lebensmittelsicherheit.

## Privates
Niinistö war bis 2012 mit Maria Wetterstrand verheiratet, einer ehemaligen Sprecherin der schwedischen Schwesterpartei Miljöpartiet de Gröna. Das Paar hat zwei Kinder, einen Sohn (* 2004) und eine Tochter (* 2007). Sein Onkel ist der finnische Staatspräsident Sauli Niinistö.

## Bußgeld
2013 musste Niinistö 4.800 Euro nachträgliche Kraftfahrzeugsteuer zahlen, da er das in Schweden zugelassene Auto seiner Ehefrau für Fahrten in Finnland genutzt hatte. Im Gegenzug stellte der finnische Zoll seine Ermittlungen wegen Steuerhinterziehung ein.